# Calicalicus
Calicalicus és un gènere d'ocells de la família dels vàngids (Vangidae).

## Taxonomia
Segons la Classificació del Congrés Ornitològic Internacional (versió 14.2, 2024) aquest gènere està format per dues espècies:
- vanga cua-roig (Calicalicus madagascariensis)[3]
- vanga d'espatlles rogenques (Calicalicus rufocarpalis)[4]